# (7783) 1994 JD
1994 جاي دي (ويعرف أيضًا باسم (7783) 1994 جاي دي وفق تسمية الكوكب الصغير) (بالإنجليزية: 1994 JD)‏ هو كويكب ضمن حزام الكويكبات؛ وترتيبه 7783 من حيث الاكتشاف.
اكتُشف هذا الجُرم الفلكي بواسطة Timothy B. Spahr ‏ في 4 مايو 1994.

## وصلات خارجية
- (7783) 1994 JD في قاعدة بيانات مختبر الدفع النفاث لأجرام النظام الشمسي الصغيرة

- الاكتشاف · مخطط المدار ·  العناصر المدارية · المعلمات المادية

- (7783) 1994 JD على موقع ويكي سكاي: DSS2, SDSS, GALEX, IRAS, Hydrogen α, X-Ray, Astrophoto, Sky Map, Articles and images